# Cerro Murchota
Cerro Murchota är ett berg i Chile.   Det ligger i provinsen Provincia de El Loa och regionen Región de Antofagasta, i den norra delen av landet, 1 100 km norr om huvudstaden Santiago de Chile. Toppen på Cerro Murchota är 4 567 meter över havet, eller 440 meter över den omgivande terrängen. Bredden vid basen är 5,3 km.
Terrängen runt Cerro Murchota är varierad. Trakten runt Cerro Murchota är nära nog obefolkad, med mindre än två invånare per kvadratkilometer.. Det finns inga samhällen i närheten.
Trakten runt Cerro Murchota är ofruktbar med lite eller ingen växtlighet.